# ヤコビの定理 (幾何学)

隣接する色の角は等しい。 N は△ABCとこの角に対するヤコビ点。

ユークリッド幾何学において, ヤコビの定理（やこびのていり、英語: Jacobi's theorem）とは任意の三角形△ABCと角α, β, γについての定理である。 三点 X, Y, Z が{\displaystyle {\begin{aligned}\angle ZAB&=\angle YAC&=\alpha ,\\\angle XBC&=\angle ZBA&=\beta ,\\\angle YCA&=\angle XCB&=\gamma .\end{aligned}}}を満たすときAX, BY, CZは共点であり、その点をヤコビ点（Jacobi point）という。ヤコビの定理はカール・フリードリヒ・アンドレアス・ヤコビにちなんで名づけられた。 
ヤコビ点は フェルマー点の一般化で, α = β = γ = 60°としたときにフェルマー点となる。
3つの角が等しいとき, ヤコビ点 N は重心座標 で以下の式を満たす双曲線上にある。{\displaystyle yz(\cot B-\cot C)+zx(\cot C-\cot A)+xy(\cot A-\cot B)=0,}これはキーペルト双曲線と呼ばれる。
ヤコビ点は次のように一般化することができる。
△ABCのそれぞれの辺上に点K,L,M,N,O,Pを、 BK/KC = CL/LB = CM/MA = AN/NC = AO/OB = BP/PA を満たすように配置する。更に点D,E,F,X,Y,Zを∠DOP = ∠FNM , ∠DPO = ∠EKL , ∠ELK = ∠FMNかつ、△LMY ~ △OPD , △NOZ ~ △KLE , △PKX ~ △MNFを満たすように作ったとき、DY, EZ,FXは共点である。